# Китовидкові
Китовидкові (Cetomimidae) — родина костистих риб ряду Китовидкоподібні (Cetomimiformes).

## Опис
Рідкісні риби, яких ловлять на великій глибині, не менше ніж з 1500–2000 м. Всі вони чорного або темно-коричневого забарвлення, з голою шкірою. Характерні для них дуже товсті канали бічної лінії з величезними круглими порами, очі, що дегенерували або дуже дрібні, від 1/10 до 1/20 довжини голови; кілька рядів численних дрібних зубів; скупчення губчатої світної тканини, що випускає червоне світло, біля анального отвору й уздовж основи спинного й анального плавців. Черевних плавців у них немає зовсім. Це дрібні риби, до 8-15 см завдовжки. Найширше розповсюджений Ditropichthys storeri, що відомий з Атлантичного, Індійського й Тихого океанів. У дитропихта очі не розвинені; замість них закінчення очного нерва підходять до сильно пігментованої плями на шкірі, що замінює око, і розгалужуються біля поверхні шкіри. Імовірно, вони якоюсь мірою чутливі до світла.

## Роди
Ataxolepis

Cetichthys

Cetomimoides

Cetomimus

Cetostoma

Danacetichthys

Ditropichthys

Eutaeniophorus

Gyrinomimus

Megalomycter

Mirapinna

Notocetichthys

Parataeniophorus

Procetichthys

Rhamphocetichthys

Vitiaziella